# ブラック・ロブ
ブラック・ロブ（英語: Black Rob、1968年6月8日 - 2021年4月17日）は、アメリカ合衆国のラッパー。本名はロバート・ロス（Robert Ross）。バッド・ボーイ・エンターテイメントとサインしていた。2000年のシングル『ウォウ!』は、Billboard Hot 100で43位となった。

## 活動
イースト・ハーレムで育ち、11歳から12歳までにラップを始めた。スプーニー・ジー、ダグ・E・フレッシュ、スリック・リックなどの日常的に聴いていたアーティストから影響を受けた。22歳のときにラップ・グループのスキゾフレニックに参加するが、このときはアルバムのリリースはなかった。また、はじめ『バカルディ・ロブ』と言う名前で活動をしていた。
1996年には112の『カム・シー・ミー』のバッドボーイのリミックスに参加し、その後もいくつかのバッド・ボーイのリリースに参加している。トータルの『ワット・アバウト・アス』や1996年にフェイス・エヴァンスの『ラブ・ライク・ディス』のリミックス、1997年にメイスの『24・Hrs・トゥー・ライブ』、1997年のパフ・ダディー&ザ・バッド・ボーイ・ファミリー、1999年のノトーリアス・B.I.G.のアルバムなど、数々のバッド・ボーイのリリースに参加した。また、1997年のクルーのアルバム『ダ・ダーティ・30』にも2度参加したほか、チャンネル・ライブ、ベンジーノ、トニー・タッチなどのアルバムに参加した。これらのゲスト出演によって、媒体に取り上げられ話題となった。
また以前、アルムナイというストリート・ラップ・チームを結成していた。デビュー・アルバム『ライフ・ストーリー』は2000年にアリスタ・レコードとバッド・ボーイ・エンターテインメントから発表され、プラチナ・セールスを記録した。同年初頭、D.I.T.C.のバックワイルドがプロデュースしたシングル『ウォウ!』は、Billboard Hot 100で43位を記録し、R&B/ヒップホップ・チャート、ラップ・チャートともにトップ10入りし、Hot 100に入った唯一のソロ・シングルとなった。『バイ・ア・ストレンジャー』のブラック・ロブのバースは、『グランド・セフト・オートIII』のゲーム内のラジオ局『ゲーム・ラジオ』で使用された。
その後、P・ディディやG・デップの作品に参加し、2005年にセカンド・アルバム『ザ・ブラック・ロブ・レポート』を発表した。また同年、オフ・ザ・ブロック・エンターテインメントのジェマル・モズレーがブラック・ロブのキャリアマネジメントを始めた。2010年にはダック・ダウン・レコードとサインし、2011年には『ゲーム・テステッド、ストリーツ・アプルーブド』を発表し、Billboardのトップ・R&B/ヒップホップ・アルバムで44位となった。また、ジェマル・モズレーとともに、インディペンデント・レーベル、ボックス・イン・ワンを設立した。
2013年、エド・ラバー、カルヴィン・リチャードソン、ラフ・エンズのデヴィッド・"ダヴィンチ"・チャンス、ジェフ・サンダース、ジャメイオ、ミスター・チークス、ホレース・ブラウンとともにリアリティ・シリーズ『カム・バック・キングス』に参加した。2014年、ダイアモンド・Dのアルバム『ザ・ダイアム・ピース』に収録された『テイク・エム・オフ・ダ・マップ』に参加した。2015年、ジェマル・モズレーともにプロデュースしたスタジオ・アルバム『ジェニュイン・アーティクル』をスリムスタイル・レコードから発表した。ゲストMCとしてショーン・プライス、テック、マーダー・ムーク、クアス・アミルなどが参加し、コーラスをロン・ブラウズ、Q・パーカー（112）、カリ・ランクス、クアンが歌っている。プロデューサーはイージー・モー・ビー、コップティック、ビッグ・フレンチなどである。

## その後と死去
晩年、健康問題を抱え、死去するまでの5年間で4度の脳卒中を患った。2021年4月17日、心停止により死去、享年52。

## ディスコグラフィ
スタジオ・アルバム
- ライフ・ストーリー（英語版）（2000年）[22][23]
- ザ・ブラック・ロブ・レポート（英語版）（2005年）[24]
- ゲーム・テステッド、ストリーツ・アプルーブド（英語版）（2011年）[25]
- ジェニュイン・アーティクル（2015年）[26]
- ライフ・ストーリー・2（2023年）